# Municipio Colomi
Das Municipio Colomi ist ein Verwaltungsbezirk im Departamento Cochabamba im südamerikanischen Anden-Staat Bolivien.

## Lage im Nahraum
Das Municipio Colomi ist eines von drei Municipios der Provinz Chapare. Es grenzt im Westen und Süden an das Municipio Sacaba, im Südosten an die Provinz Tiraque und im Nordosten und Norden an das Municipio Villa Tunari.
Der zentrale Ort des Municipios ist die Landstadt Colomi mit 3914 Einwohnern im zentralen Teil des Municipios.(Volkszählung 2012)

## Geographie
Das Municipio Colomi umfasst eines der Hochtäler der bolivianischen Cordillera Oriental auf halbem Wege zwischen dem Altiplano im Westen und dem Chapare-Tiefland im Osten. Das Klima ist gemäßigt und ein typisches Tageszeitenklima, bei dem die Temperaturschwankungen zwischen Tag und Nacht stärker ausfallen als zwischen der kalten und warmen Jahreszeit.
Die mittlere Durchschnittstemperatur der Region beträgt knapp 11 °C (siehe Klimadiagramm), die Monatswerte schwanken dabei nur unwesentlich zwischen 8 °C im Juni/Juli und knapp 14 °C im November. Der Jahresniederschlag beträgt rund 550 mm, bei einer ausgeprägten Trockenzeit von Mai bis September mit Monatsniederschlägen unter 15 mm und einer kurzen Feuchtezeit von Dezember bis Februar mit 90 bis 120 mm Monatsniederschlag.

## Bevölkerung
Die Einwohnerzahl ist zwischen 1992 und 2024 um knapp ein Drittel angestiegen:
| Jahr | Einwohner | Quelle       |
| ---- | --------- | ------------ |
| 1992 | 15.489    | Volkszählung |
| 2001 | 16.262    | Volkszählung |
| 2012 | 21.599    | Volkszählung |
| 2024 | 19.318    | Volkszählung |

Die Bevölkerungsdichte des Municipios bei der letzten Volkszählung von 2024 betrug 34,9 Einwohner/km², der Anteil der städtischen Bevölkerung war 18,1 Prozent, die Lebenserwartung der Neugeborenen lag im Jahr 2001 bei 58,3 Jahren.
Der Alphabetisierungsgrad bei den über 19-Jährigen beträgt 73,9 Prozent, und zwar 86,8 Prozent bei Männern und 61,8 Prozent bei Frauen (2001).

## Politik
Ergebnis der Regionalwahlen (concejales del municipio) vom 4. April 2010:
| Wahlberechtigte |  | Stimmen | gültig |  | MAS-IPSP | MSM    |
| --------------- |  | ------- | ------ |  | -------- | ------ |
| 10.222          |  | 8.898   | 6.944  |  | 3.810    | 3.134  |
|                 |  | 87,0 %  | 78,0 % |  | 54,9 %   | 45,1 % |

Ergebnis der Regionalwahlen (elecciones de autoridades políticas) vom 7. März 2021:
| Wahl- berechtigte |  | Wahl- beteiligung | gültige Stimmen |  | MAS-IPSP | MTS     | SÚMATE | SOMOS  | FPV    | UNIDOS.CBBA |
| ----------------- |  | ----------------- | --------------- |  | -------- | ------- | ------ | ------ | ------ | ----------- |
| 13.860            |  | 11.979            | 10.728          |  | 8.750    | 1.239   | 317    | 183    | 61     | 60          |
|                   |  | 86,43 %           | 89,56 %         |  | 81,56 %  | 11,55 % | 2,95 % | 1,71 % | 0,57 % | 0,56 %      |

## Gliederung
Das Municipio Colomi untergliederte sich bei der letzten Volkszählung 2012 in die folgenden fünf Kantone (cantones):
- 03-1002-01 Kanton Colomi – 51 Ortschaften – 14.521 Einwohner
- 03-1002-02 Kanton Candelaria – 20 Ortschaften – 2.051 Einwohner
- 03-1002-03 Kanton Tablas Monte – 29 Ortschaften – 2.962 Einwohner
- 03-1002-04 Kanton San José – 10 Ortschaften – 1.285 Einwohner

- 03-1002-05 Kanton Pampa Tambo – 5 Ortschaften – 780 Einwohner

## Ortschaften im Municipio Colomi
- Kanton Colomi
  - Colomi 3914 Einw. – Aguirre 1019 Einw. – Chomoco 544 Einw. – Liriuni 526 Einw.

- Kanton Candelaria
  - San Isidro de Kichka Moqu 501 Einw. – Primera Candelaria 322 Einw.

- Kanton Tablas Monte
  - Tablas Monte 690 Einw.

- Kanton San José
  - Corani Pampa 708 Einw. – Mosoj Llajta 283 Einw.

- Kanton Pampa Tambo
  - Santa Isabel 544 Einw. – Paracti 327 Einw. – Mosoj Llajta 283 Einw. – Pampa Tambo 275 Einw.